# Stenus yuyimingi
Stenus yuyimingi es una especie de escarabajo del género Stenus, familia Staphylinidae. Fue descrita científicamente por Liu, Sheng-Nan, Liang Tang & Rong-Ting Luo en 2017.
Habita en China (Zhejiang).